# دانشگاه بین‌المللی مغولستان
دانشگاه بین‌المللی مغولستان (به لاتین: Mongolia International University) یک دانشگاه در مغولستان است که در اولان‌باتور واقع شده‌است.